# Сумська телевежа
Сумська телевежа — телекомунікаційна вежа у місті Суми, споруджена у 1963 році.

## Радіомовлення
Радіостанції які мовлять з телевежі Концерну радіомовлення, радіозв'язку та телебачення

### Нижні Частоти
- 69,02 УКХ - Еммануїл

### Високі Частоти
- 88.1 FM - Радіо Культура
- 90.9 FM - Radio NV
- 106.4 FM - Шлягер FM
- 107.0 FM - Informator FM (план)

## Телевізійне мовлення

### Цифрове мовлення
- 36 - 1 мультиплекс
- 63 - 2 мультиплекс
- 51 - 3 мультиплекс
- 53 - 5 мультиплекс
- 5 - 7 мультиплекс